# Frea albicans
Frea albicans är en skalbaggsart som beskrevs av Stefan von Breuning 1962. Frea albicans ingår i släktet Frea och familjen långhorningar. Inga underarter finns listade i Catalogue of Life.